# Вільма Хугоннаї
Графиня Вільма Йозефа Лаура Ілька Хугоннаї Сент-Дьордь (угор. Hugonai Szentgyörgyi Vilma Jozefa Laura Ilka), також відома як Вільма Хугоннаї (угор. Hugonnai Vilma; 30 вересня 1847, Надь-Тетень — 25 березня 1922, Будапешт) — перша угорська жінка-лікарка.

## Життєпис

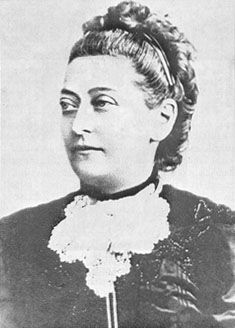
Вільма Хугоннаї в 1900 році

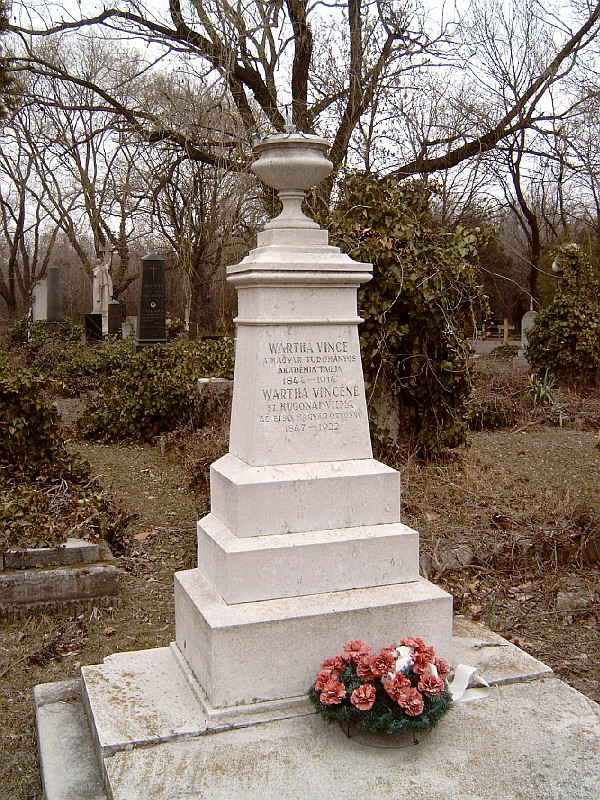
Могила Вільми та її другого чоловіка Вінса

Вільма Хугоннаї була п'ятою дитиною графа Кальмана Хугоннаї фон Сент-Дьордь і графині Різи Панчей. У XIX столітті дівчинки не відвідували середні школи, внаслідок чого Вільма отримувала освіту вдома. У віці 18 років вийшла заміж за землевласника Дйордьа Цілашші, у шлюбі народилися троє синів.
У 1872 році Цілашші надав своїй дружині дозвіл вступити до Цюрихського університету на медичний факультет, однак вона зобов'язувалася самостійно оплачувати освітні послуги і своє проживання. У 1879 році Вільма Хугоннаї успішно здала випускні кваліфікаційні іспити, закінчивши виш, і влаштувалася працювати до хірургічної клініки при університеті. У 1880 році вона повернулася до Угорщини, однак права займатися медичною діяльністю не отримала. У березні 1881 року вона здала необхідні для вступу до угорського університету іспити, проте в травні 1882 року її прохання до Міністра релігії та освіти Угорщини про прохання визнати її диплом дійсним на території Угорщини було відхилено. Вона здала іспити, отримавши право працювати лише акушеркою. Після розлучення змушена була сама утримувати сім'ю без підтримки батька дітей.
У 1887 році її другим чоловіком став професор Вінс Варта  (1844—1914), що займав в 1899—1909 роках пост Президента Угорського королівського наукового товариства. У шлюбі народилася дочка. На прохання чоловіка вона припинила свою медичну практику, однак продовжувала боротися за право визнати свій диплом законним. У 1895 році жінкам в Угорщині дозволили навчатися в університетах, а в травні 1897 року їй дозволили офіційно працювати лікарем, але до 1913 року всі жінки працювали під наглядом колег-чоловіків. Таким чином, вона стала першою жінкою-лікарем в Угорщині, а в 1900 році Шаролта Штайнбергер стала першою угорською жінкою-лікарем, яка отримала диплом в Угорщині.
У серпні 1914 року Вільма Хугоннаї закінчила курси польових медиків і була призначена головним лікарем Військового госпіталю при Технічному університеті.

## Нагороди, відзнаки
Нагороджена Пам'ятною військової медаллю і Нагородою за заслуги перед Червоним Хрестом II класу.

## Смерть
Померла Вільма Хугоннаї 25 березня 1922 року, похована на кладовищі Керепеші в Будапешті.